# Graham Swift
Graham Colin Swift (Nacido el 4 de mayo de 1949), es un conocido autor británico. Nació en Londres, Inglaterra y estudió en el Queens College de Cambridge.
Autor de más de diez novelas, traducidas a más de una treintena de idiomas, su novela El país del agua ha sido galardonada con el Premio Guardián de Ficción de 1983. Un año después, en 1984, fue aceptado como miembro de la Real Sociedad de Literatura.
Algunos de sus trabajos han sido llevados al cine, entre ellos "Last Orders", protagonizada por Michael Caine y Bob Hoskins. La novela ganó el Premio Booker en 1996, si bien su victoria resultó controvertida. Muchos autores consideran que Waterland es su mejor novela.

## Obra publicada
Novelas
- Sweet-Shop Owner, 1980
- Un hombre atormentado (Shuttlecock, 1982)
- El país del agua (Waterland, 1983)
- Como de otro mundo en trad. de Alianza; Fuera de este mundo en trad. de Anagrama (Out of this World, 1988)
- Desde aquel día (Ever After, 1992)
- Últimos tragos (Last Orders, 1996)
- La luz del día (The Light of Day, 2003)
- Mañana, (Tomorrow, 2007)
- Ojalá estuvieras aquí, (Wish You Were Here, 2011)
- El domingo de las madres, (Mothering Sunday: A Romance, 2016)
- Here We Are (2020)

No ficción
- Making an Elephant: Writing from Within, 2009

Cuento
- Learning to Swim, 1982
- Chemistry, 2008
- England and Other Stories, 2014

## Premios
- Geoffrey Faber Memorial Prize, 1983
- Premio Guardián de Ficción, 1983
- Premio Booker, 1996
- Premio James Tait Black, 1996

## Historias Cortas
Learning to Swim (1982)